# Jorrit Bergsma
Jorrit Bergsma, född den 1 februari 1986 i Oldeboorn, Nederländerna, är en nederländsk skridskoåkare.
Han tog OS-brons på herrarnas 5 000 meter i de olympiska skridskotävlingarna 2014 i Sotji.